# Mohamed Abdel Monsef
Mohamed Abdel Monsef, meglio noto come Oussa (in arabo محمد عبد المنصف‎?; 6 febbraio 1977), è un ex calciatore egiziano, di ruolo portiere.
È il calciatore con più presenze (454) nel campionato egiziano.

## Caratteristiche tecniche
Oussa è un portiere agile e reattivo tra i pali, in possesso di un ottimo senso della posizione. Interpreta il proprio ruolo in maniera moderna; non limita il proprio raggio d'azione all'area di rigore, ma agisce da libero aggiunto, costruendo il gioco dalle retrovie.

## Carriera

### Club
Muove i suoi primi passi nel Dina Farms, prima di approdare allo Zamalek nel 1999. Relegato a seconda scelta tra i pali - complice la presenza in rosa di Abdel-Wahed El-Sayed - nel 2010 lascia lo Zamalek dopo 11 anni, in cui ha sollevato dodici trofei - tra cui tre campionati e una Coppa dei Campioni d'Africa - firmando con l'El-Gouna.
Il 30 luglio 2012 si accorda con l'ENPPI. Il 9 luglio 2017 viene tesserato dal Wadi Degla, in modo da sopperire alla cessione di Essam El-Hadary. Il 24 settembre 2020 gioca la sua 400ª gara in Premier League. Il 19 settembre 2021 firma un biennale con l'Al-Ittihad Alessandria.
Il 24 agosto 2022 annuncia il ritiro all'età di 45 anni.

### Nazionale
Sotto la guida del CT Hassan Shehata ha conquistato - partecipando nel ruolo di riserva - due edizioni della Coppa d'Africa (2006, 2008).

## Statistiche

### Presenze e reti nei club
Statistiche aggiornate al 23 agosto 2022.
| Stagione          | Squadra                | Campionato        | Campionato | Campionato | Coppe nazionali | Coppe nazionali | Coppe nazionali | Coppe continentali | Coppe continentali | Coppe continentali | Altre coppe | Altre coppe | Altre coppe | Totale | Totale |
| Stagione          | Squadra                | Comp              | Pres       | Reti       | Comp            | Pres            | Reti            | Comp               | Pres               | Reti               | Comp        | Pres        | Reti        | Pres   | Reti   |
| ----------------- | ---------------------- | ----------------- | ---------- | ---------- | --------------- | --------------- | --------------- | ------------------ | ------------------ | ------------------ | ----------- | ----------- | ----------- | ------ | ------ |
| 1999-2000         | Zamalek                | PL                | 9          | -8         | CE              | 1               | 0               | CdC                | 5                  | -3                 | -           | -           | -           | 15     | -11    |
| 2000-2001         | Zamalek                | PL                | 16         | -12        | CE              | 0               | 0               | ACC+CdC            | 1+0                | -1                 | SA          | 0           | 0           | 17     | -13    |
| 2001-2002         | Zamalek                | PL                | 19         | -23        | CE              | 2               | -1              | CCL                | 4                  | -1                 | SE          | 1           | 0           | 26     | -25    |
| 2002-2003         | Zamalek                | PL                | 3          | -2         | CE              | 4               | -4              | ACC+CCL            | 1+1                | 0                  | SE+SA       | 0           | 0           | 9      | -6     |
| 2003-2004         | Zamalek                | PL                | 2          | 0          | CE              | 1               | 0               | ACC+CCL            | 4+0                | -5                 | SE+SA       | 0           | 0           | 7      | -5     |
| 2004-2005         | Zamalek                | PL                | 16         | -19        | CE              | 0               | 0               | ACC+CCL            | 3+3                | -2 + -4            | SE          | 0           | 0           | 22     | -25    |
| 2005-2006         | Zamalek                | PL                | 15         | -13        | CE              | 5               | -8              | ACC                | 4                  | -6                 | -           | -           | -           | 24     | -27    |
| 2006-2007         | Zamalek                | PL                | 20         | -15        | CE              | 3               | -4              | ACC+CCL            | 8+0                | -10                | -           | -           | -           | 31     | -29    |
| 2007-2008         | Zamalek                | PL                | 25         | -22        | CE              | 3               | -3              | CCL                | 9                  | -8                 | -           | -           | -           | 37     | -33    |
| 2008-2009         | Zamalek                | PL                | 6          | -3         | CE              | 0               | 0               | -                  | -                  | -                  | SE          | 0           | 0           | 6      | -3     |
| 2009-2010         | Zamalek                | PL                | 9          | -9         | CE              | 0               | 0               | -                  | -                  | -                  | -           | -           | -           | 9      | -9     |
| Totale Zamalek    | Totale Zamalek         | Totale Zamalek    | 140        | -126       |                 | 19              | -20             |                    | 43                 | -40                |             | 1           | -1          | 203    | -187   |
| 2010-2011         | El Gouna               | PL                | 28         | -31        | CE              | 1               | -3              | -                  | -                  | -                  | -           | -           | -           | 29     | -34    |
| 2011-2012         | El Gouna               | PL                | 16         | -18        | -               | -               | -               | -                  | -                  | -                  | -           | -           | -           | 16     | -18    |
| Totale El Gouna   | Totale El Gouna        | Totale El Gouna   | 44         | -49        |                 | 1               | -3              |                    | -                  | -                  |             | -           | -           | 45     | -52    |
| 2012-2013         | ENPPI                  | PL                | 15         | -15        | CE              | 0               | 0               | CC                 | 6                  | -4                 | SE          | 1           | -2          | 22     | -21    |
| 2013-2014         | ENPPI                  | PL                | 16         | -17        | CE              | 0               | 0               | -                  | -                  | -                  | -           | -           | -           | 16     | -17    |
| 2014-2015         | ENPPI                  | PL                | 16         | -10        | CE              | 0               | 0               | -                  | -                  | -                  | -           | -           | -           | 16     | -10    |
| 2015-2016         | ENPPI                  | PL                | 23         | -25        | CE              | 1               | 0               | CC                 | 0                  | 0                  | -           | -           | -           | 24     | -25    |
| 2016-2017         | ENPPI                  | PL                | 9          | -15        | CE              | 2               | -1              | -                  | -                  | -                  | -           | -           | -           | 11     | -16    |
| Totale ENPPI      | Totale ENPPI           | Totale ENPPI      | 79         | -82        |                 | 3               | -1              |                    | 6                  | -4                 |             | 1           | -2          | 89     | -89    |
| 2017-2018         | Wadi Degla             | PL                | 26         | -39        | CE              | 2               | 0               | -                  | -                  | -                  | -           | -           | -           | 28     | -39    |
| 2018-2019         | Wadi Degla             | PL                | 34         | -47        | CE              | 0               | 0               | -                  | -                  | -                  | -           | -           | -           | 34     | -47    |
| 2019-2020         | Wadi Degla             | PL                | 30         | -37        | CE              | 0               | 0               | -                  | -                  | -                  | -           | -           | -           | 30     | -37    |
| 2020-2021         | Wadi Degla             | PL                | 34         | -40        | CE              | 1               | 2               | -                  | -                  | -                  | -           | -           | -           | 35     | -42    |
| Totale Wadi Degla | Totale Wadi Degla      | Totale Wadi Degla | 124        | -163       |                 | 3               | -2              |                    | -                  | -                  |             | -           | -           | 127    | -165   |
| 2021-2022         | Al-Ittihad Alessandria | PL                | 18         | -30        | CE              | 0               | 0               | -                  | -                  | -                  | -           | -           | -           | 18     | -30    |
| Totale carriera   | Totale carriera        | Totale carriera   | 405        | -450       |                 | 26              | -26             |                    | 49                 | -44                |             | 2           | -3          | 482    | -523   |

### Cronologia presenze e reti in nazionale
| Cronologia completa delle presenze e delle reti in nazionale ― Egitto | Cronologia completa delle presenze e delle reti in nazionale ― Egitto | Cronologia completa delle presenze e delle reti in nazionale ― Egitto | Cronologia completa delle presenze e delle reti in nazionale ― Egitto | Cronologia completa delle presenze e delle reti in nazionale ― Egitto | Cronologia completa delle presenze e delle reti in nazionale ― Egitto | Cronologia completa delle presenze e delle reti in nazionale ― Egitto | Cronologia completa delle presenze e delle reti in nazionale ― Egitto |
| Data                                                                  | Città                                                                 | In casa                                                               | Risultato                                                             | Ospiti                                                                | Competizione                                                          | Reti                                                                  | Note                                                                  |
| --------------------------------------------------------------------- | --------------------------------------------------------------------- | --------------------------------------------------------------------- | --------------------------------------------------------------------- | --------------------------------------------------------------------- | --------------------------------------------------------------------- | --------------------------------------------------------------------- | --------------------------------------------------------------------- |
| 16-1-2001                                                             | Teheran                                                               | Egitto                                                                | 0 – 0 dts (3 – 2 dtr)                                                 | Cina                                                                  | Amichevole                                                            | -                                                                     | 89’                                                                   |
| 26-4-2001                                                             | Il Cairo                                                              | Egitto                                                                | 1 – 2                                                                 | Corea del Sud                                                         | Amichevole                                                            | -1                                                                    | 46’                                                                   |
| 6-1-2002                                                              | Ismailia                                                              | Egitto                                                                | 1 – 2                                                                 | Mali                                                                  | Amichevole                                                            | -2                                                                    |                                                                       |
| 8-1-2005                                                              | Il Cairo                                                              | Egitto                                                                | 3 – 0                                                                 | Uganda                                                                | Amichevole                                                            | -                                                                     | 70’                                                                   |
| 27-12-2005                                                            | Il Cairo                                                              | Egitto                                                                | 2 – 0                                                                 | Uganda                                                                | Amichevole                                                            | -                                                                     | 75’                                                                   |
| 16-8-2006                                                             | Alessandria d'Egitto                                                  | Egitto                                                                | 0 – 2                                                                 | Uruguay                                                               | Amichevole                                                            | -                                                                     | 46’                                                                   |
| 7-10-2006                                                             | Gaborone                                                              | Botswana                                                              | 0 – 0                                                                 | Egitto                                                                | Qual. Coppa d'Africa 2008                                             | -                                                                     |                                                                       |
| 17-10-2007                                                            | Osaka                                                                 | Giappone                                                              | 4 – 1                                                                 | Egitto                                                                | Amichevole                                                            | -4                                                                    |                                                                       |
| 5-1-2008                                                              | Il Cairo                                                              | Egitto                                                                | 3 – 0                                                                 | Namibia                                                               | Amichevole                                                            | -                                                                     | 56’                                                                   |
| 20-8-2008                                                             | Khartum                                                               | Sudan                                                                 | 4 – 0                                                                 | Egitto                                                                | Amichevole                                                            | -3                                                                    | 50’                                                                   |
| Totale                                                                |                                                                       | Presenze                                                              | 10                                                                    |                                                                       | Reti                                                                  | -10                                                                   |                                                                       |

## Palmarès

### Club

#### Competizioni nazionali
- Campionato egiziano: 3

Zamalek: 2000-2001, 2002-2003, 2003-2004
- Coppa d'Egitto: 2

Zamalek: 2001-2002, 2007-2008
- Supercoppa d'Egitto: 2

Zamalek: 2001, 2002

#### Competizioni internazionali
- Coppa delle Coppe d'Africa: 1

Zamalek: 2000
- CAF Champions League: 1

Zamalek: 2002
- Supercoppa CAF: 1

Zamalek: 2003
- Supercoppa araba: 1

Zamalek: 2003
- Champions League araba: 1

Zamalek: 2003-2004

### Nazionale
- Coppa d'Africa: 2

Egitto 2006, Ghana 2008